# Posterlitz

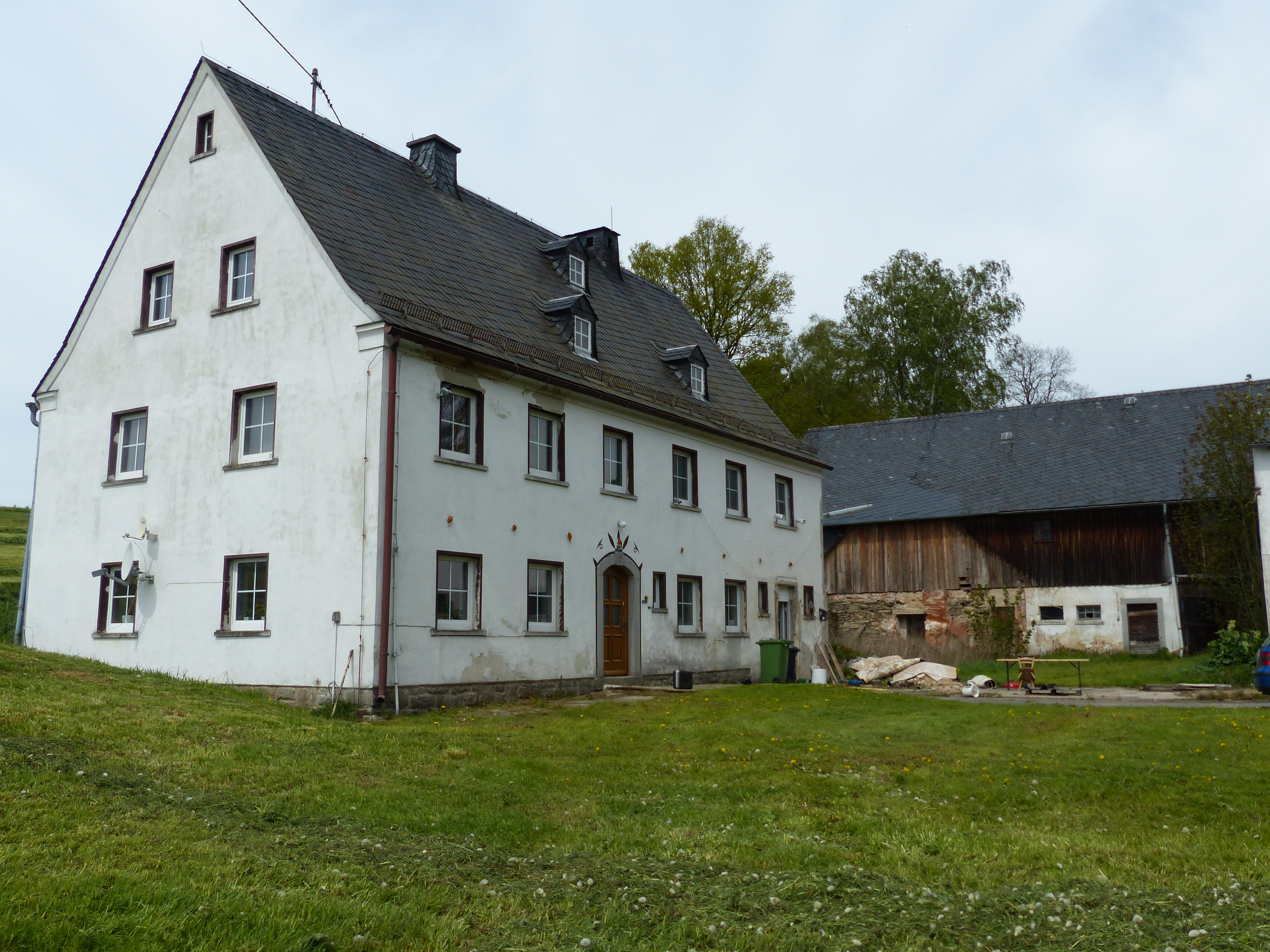
Bereich der ehemaligen Mühle

Posterlitz ist ein Gemeindeteil der Stadt Schwarzenbach an der Saale im Landkreis Hof (Oberfranken, Bayern). Posterlitz liegt in der Gemarkung Seulbitz.

## Geografie
Durch die Einöde, die in einem Seitental der Sächsischen Saale liegt, fließt der Posterlitzbach. Ein Anliegerweg führt die Bundesstraße 289 kreuzend nach Seulbitz (0,9 km südlich). In Posterlitz befindet sich ein ehemaliger Steinbruch, der als seltenes Geotop bewertet wird. Als Besonderheit gilt das metamorphe Gestein aus Amphibolit und Gneis.

## Geschichte
Der Ort wurde 1390 erstmals urkundlich erwähnt. Unweit von Posterlitz befand sich als Einzelhof die Wüstung Entenlohe. Die Posterlitzmühle, die als Getreidemühle seit 1938 nicht mehr betrieben wird, wurde vor 1790 erbaut.
Gegen Ende des 18. Jahrhunderts bestand Posterlitz aus zwei Anwesen (1 Hof, 1 Mühlenanlage mit Mahlmühle). Die Hochgerichtsbarkeit stand dem bayreuthischen Stadtrichteramt Münchberg zu. Das Gotteshaus Hof war Grundherr der beiden Anwesen.
Von 1797 bis 1810 unterstand Posterlitz dem Justiz- und Kammeramt Münchberg. Infolge des Ersten Gemeindeedikts wurde Posterlitz dem 1812 gebildeten Steuerdistrikt Seulbitz und der zugleich entstandenen Ruralgemeinde Seulbitz zugeordnet. Im Zuge der Gebietsreform in Bayern wurde Posterlitz am 1. Mai 1978 in die Stadt Schwarzenbach an der Saale eingegliedert.

### Einwohnerentwicklung
| Jahr      | 1799   | 1812  | 1819   | 1861   | 1871   | 1885   | 1900   | 1925   | 1950   | 1961   | 1970   | 1987  |
| Einwohner | 23     | 25    | *      | *      | 23     | 20     | 19     | 11     | 24     | 11     | 11     | 7     |
| Häuser    | 4      | 2     |        |        |        | 3      | 3      | 2      | 2      | 2      |        | 2     |
| Quelle    | [ 11 ] | [ 8 ] | [ 12 ] | [ 13 ] | [ 14 ] | [ 15 ] | [ 16 ] | [ 17 ] | [ 18 ] | [ 19 ] | [ 20 ] | [ 1 ] |

## Religion
Posterlitz ist bis heute nach St. Gumbertus (Schwarzenbach an der Saale) gepfarrt und seit der Reformation evangelisch-lutherisch geprägt.